# Odonteus falli
Odonteus falli es una especie de coleóptero de la familia Geotrupidae.

## Distribución geográfica
Habita en América del Norte.